# Giro d'Italia de 1999
Giro d'Italia 1999 foi a octagésima segunda edição da prova ciclística Giro d'Italia (Corsa Rosa), realizada entre os dias 15 de maio e 6 de junho de 1999.
A competição foi realizada em 22 etapas com um total de 3.757 km.
O vencedor foi o ciclista italiano Ivan Gotti. Largaram 162 ciclistas, e o vencedor conclui a prova com a velocidade média de 37,595 km/h.